# Stainforth (North Yorkshire)
Stainforth è un villaggio e parrocchia civile dell'Inghilterra, appartenente alla contea del North Yorkshire.